# 2015年净选盟4.0集会

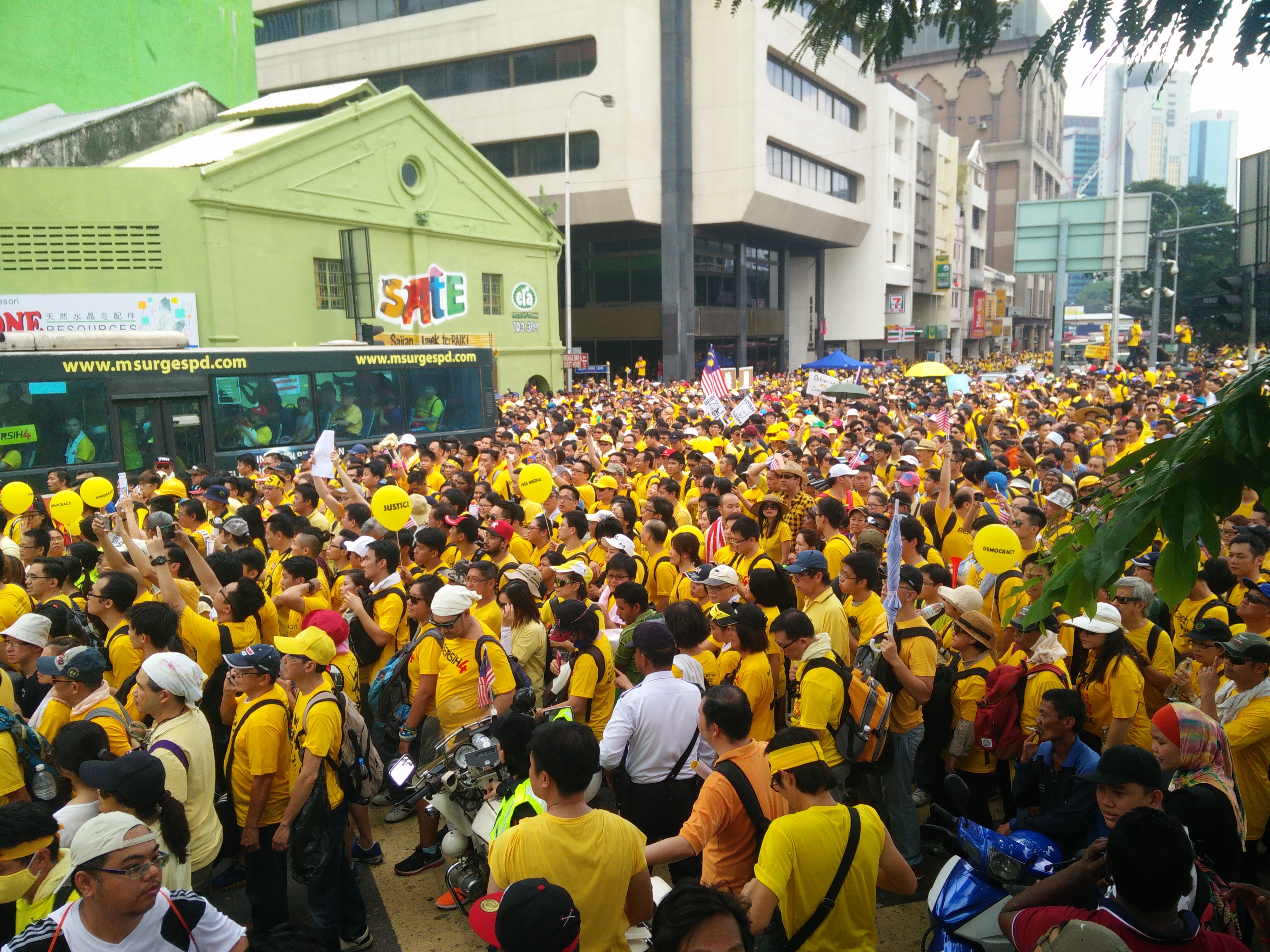
8月30日集會現場

净选盟4.0集会是马来西亚非政府组织干净与公平选举联盟（净选盟）于2015年8月29日至30日在首都吉隆坡及全国各地主要城市举行的第四次和平集会。这是马来西亚国会通过《和平集会法令》之后的首场净选盟集会，也是该法令实行以来首场被宣布为非法集会的集会。

## 背景
这次集会之前，马来西亚首相纳吉·阿都拉萨正面对一个马来西亚发展有限公司（1MDB）7亿美元（马币26亿令吉）匿名流入其个人帐户的丑闻，纳吉为此而革除了原副首相慕尤丁、原总检察长阿都干尼·巴代等多名抱持异议的官员，并对反贪委员会、马来西亚皇家警察、总检察署及国家银行的调查工作做了许多干预。与此同时，马币兑美元也因政府的金融丑闻而贬值至历史新低，国内经济萧条。因而反贪腐、要求纳吉下台、恢复权力制衡、拯救国家经济成了集会者最关注的议题。
净选盟的马来语口号，意为“干净”、“清洁”，也有“廉洁”之意。

## 要求
净选盟在这次集会提出五项诉求：
1. 自由和公正的选举
2. 透明、清廉的政府
3. 异议的权利
4. 加强议会民主制
5. 拯救国家经济

## 事前动向
8月28日，时任副首相阿末扎希在宪报上宣布，将任何印有字样的物品列为违禁品，任何印制、派发有关宣传品的人将面临最高三年有期徒刑、最高二万令吉罚款、或两者兼施的刑事提控。
政府首次以封锁网站的方式来阻止民众参与集会，以影响国家稳定为由封锁了净选盟网站。在净选盟相关的网站被封锁后，多个相关网站陆续被封锁，无法正常浏览。
马来西亚通讯及多媒体部长拿督斯里沙烈赛益，就高调指示通讯及多媒体委员会召见谷歌、面子书及推特三家著名网络公司，要求三大网络公司对大马「当地环境更敏感」，以便打击「假新闻」，企图网络控制。

## 集会情况

### 8月29日
净选盟将这次集会定于8月29日下午2时正开始，预计至8月31日12时国庆日倒数后结束，共34小时。在吉隆坡，集合地点定于6个地点，即吉隆坡崇光百货、中央艺术坊、马来亚银行广场、十五碑及国家回教堂，再步行至吉隆坡独立广场。
吉隆坡市政局及警方则以国庆日庆典彩排为由，封锁独立广场，不让民众进入，并设置水炮车、防暴部队等严正以待。净选盟则向警方承诺，不会越过警方防线。
前首相马哈迪·莫哈末于傍晚7时半左右偕同夫人茜蒂哈斯玛在集会地点现身以示支持，逗留约15分后离去。
截至8月29日晚上，主办方估计高峰期超过20万人到场，警方则声称有2万5000人，而网络媒体《当今大马》报导估计现场至少10万人。
医疗队向记者证实，有13名民众喝了路边来历不明的免费包装饮料后，出现食物中毒的迹象，其中6人被送往吉隆坡中央医院。
进入午夜，反对党领袖包括行动党顾问林吉祥、新希望运动主席末沙布等搭起帐篷，与集会者一起过夜。

### 8月30日
纳吉表示只有2万人（警方和一些媒体的统计数字）的集会不算什么，而政府要动员数十万垦殖民集会是容易的事，并相信自己仍获多数人支持。
副首相阿末扎希则指，在净选盟4大集会结束后，不排除使用任何可以使用的法令，来逮捕集会者。他引用总警长的话“敢做就要敢当”来回应净选盟。他还指，前首相敦马哈迪医生只在净选盟集会中逗留了6分钟，不应该成为一项课题。
净选盟就日前发生的有毒包装水事件做出谴责，并向警方投报要求彻查投毒者，同时呼吁民众不要随意接受未获净选盟授权的物资派发。
中午时分，新闻部长宣布，原定于独立广场举行的国庆日官方倒数活动将转移到武吉加里尔国家体育场举行，而国庆日当日的官方庆典则保持不变，玛丽亚陈则向警方承诺，净选盟会在午夜时分准时解散集会。
下午4点半，马哈迪偕夫人搭乘电动火车再次来到市中心，在离集会地点不远的中央艺术坊附近召开记者会，表示自己不在于支持净选盟，而是为了支持人民而来，并以菲律宾前独裁者费迪南德·马科斯总统夫妇遭人民力量推翻为例，重申要求纳吉下台。这次记者会持续约一个小时，马哈迪在5时40分离开市中心。。
临近国庆日倒数时，有3个滋事者向群众扔爆竹意图干扰集会，被警方与群众擒获，至少有4名集会者遭爆竹致伤。
11时45分，公正党籍的峇都国会议员蔡添强演讲时表示，如果有下次集会，他将不会离开独立广场，直到纳吉下台为止。
临近结束时，安美嘉发表国庆感言缅怀国父东姑阿都拉曼，至午夜12时，群众在倒数后高唱国歌，玛丽亚陈宣布集会圆满结束，并要求参与者解散。

## 争议
2015年8月29日，尽管执政党国民阵线成员党马华公会恫言对付任何出席净选盟4.0大集会的党员，但一名澳大利亚珀斯的净选盟集会参与者陈潘茂（译音，Tan Pan Maw）在集会现场发现马华前总会长林良实，与他合照后将照片上载至面子书，引起广泛讨论。林良实的夫人王维娜于同年9月1日证实了此消息。
对于此事件，马华总会长廖中莱表示，该党对林良实被指出席集会的目的及立场不明，因此将会向他进一步了解，而马华立场是没有鼓励党员，参与及出席非法集会。另一方面，马华副总会长蔡智勇指出，每位参与集会的人，都有本身的理由及想法，而他本身不清楚林良实现身集会的原因：“每个人参与都有他们本身的理由，我不懂，也不便去猜测他（林良实）现身的原因。”